# Capriciosa
Capriciosa er en dansk stum eventyrfilm fra 1909 produceret af Nordisk Films Kompagni og instrueret af Viggo Larsen.

## Handling
En ung sømand lægger sig til at sove på plænen i Frederiksberg Have og drømmer om nogle danserinder (feer). Han vågner op og føres til havfruens slot, hvor hun forærer ham en uudtømmelig pengepung. Sømandens barndomshjem er fattigt, moderen er syg og faderen må ernære familien ved at sælge måtter. En dag møder han sønnen på en billardsalon, men sønnen fornægter ham. Da sømanden forlader billardsalonen, glemmer han pungen, men får en anden af havfruen. Han møder sin lillebror, som han også fornægter. Hans billardvenner frier forgæves til en kvinde, men hun afslår. Derefter frier han selv og får hendes ja. Samtidig fornægter han tjenestepigen i huset, som er hans tidligere forlovede. Imidlertid fortryder han sit tidligere hovmod og tager hjem til familien og sin tidligere forlovede, og alt vender sig til det bedste, efter at han har kastet den magiske pung væk.

## Medvirkende
- Gustav Lund, Sømandens far
- Petrine Sonne, Sømandens mor
- Lauritz Olsen, Sømanden
- Mathilde Nielsen
- Kathrine Wulff
- Kai Voigt
- Holger-Madsen
- Jørgen Lund